# Новиков, Николай Фролович
Николай Фролович Новиков  (1891, Санкт-Петербург — 30 октября 1937, Москва) — советский политический и государственный деятель, заведующий орготделом и член Президиума ВЦИК.

## Биография
Родился в 1891 году в Санкт-Петербурге. Русский.
Член РСДРП(б) с 1912 года.
С 1914 по 1917 год — состоял на командных должностях артиллерии. После, состоял на командных должностях в Красной армии (1918—1921).
С 23 ноября 1921 года по 8 апреля 1924 года — член РВС Западного фронта начальник Политического управления Украинского военного округа.
Кандидат в члены Организационного бюро ЦК КП(б) Украины (10 апреля 1923 — 12 мая 1924). Член Центральной Контрольной Комиссии РКП(б) — ВКП(б) (31 мая 1924 — 2 декабря 1927). В 1934 году был делегатом XVII съезда ВКП(б).
До августа 1937 года — заведующий Организационным отделом ВЦИК и заместитель секретаря и член Президиума ВЦИК.
Арестован 22 августа 1937 года. Расстрелян 30 октября 1937 года. Похоронен на Донском кладбище Москвы. Реабилитирован Военной коллегией Верховного суда СССР 10 августа 1955 года.